# لاگونا دالگا
لاگونا دالگا (تلفظ اسپانیایی: [laˈɣuna ˈðalɣa]) دهستانی واقع در استان لئون، اسپانیا است که طبق سرشماری درگاه ملی آمار اسپانیا در سال ۲۰۱۰، ۷۴۱ نفر جمعیت دارد.